# Vilanova de Segrià
Vilanova de Segrià – gmina w Hiszpanii, w prowincji Lleida, w Katalonii, o powierzchni 8,49 km². W 2011 roku gmina liczyła 896 mieszkańców.